# Château de Frênay
Le Château de Frênay est un château français situé à Saint-Mars-sur-Colmont, dans le département de la Mayenne et la région des Pays de la Loire. Il est situé à 800 mètres au Sud du bourg. Le lieu donne son nom à un ruisseau, affluent de la Colmont d'une longueur de 2 100 mètres.

## Désignation
- Fresnay, château (Hubert Jaillot)
- Château et village (Carte de Cassini).

## Histoire
Il s'agissait d'un fief et domaine mouvant de la Pallu et du Plessis-Châtillon. La terre, fief et seigneurie de Frênay comprend, en 1697 : manoir, domaine, douves, garennes, moulins et étangs, le Haut et le Bas-Frênay, la Giberdière, la Poulgrenière, le Verger, les moulins de la Goupillouse et de Papillon. 
Le seigneur, par convention de 1505 avec celui de la Pallu, avait droit de sépulture au chanceau de l'église, au côté droit, litre au-dessous de celles de la Pallu, et prières nominales au prône. Il y avait avant 1730 une maison entourée de douves, trois tours dont une seule subsistait ainsi que le colombier, les étangs, avenue, vergers, et deux jardins clos de murs. Une statue en pierre de saint Michel, provenant, dit-on, d'une ancienne chapelle seigneuriale dont il n'est fait mention nulle part, ou plus probablement d'un pinacle de l'ancienne église, est placée dans une niche des bâtiments de servitudes. 
Grangeray, dit la Grenade, Papouin, Beuchant, Valette et autres Chouans, saisirent, le 11 brumaire an VIII, le blé et le sarrasin des greniers.
Le château actuel est moderne.. Il date du (XIXe siècle).

## Chapelle
La chapelle fut fondée à charge de trois messes par semaine, par Pierre Pottier, par testament devant Legay, notaire à Mayenne, le 31 août 1716. Une des anciennes cloches de l'église, avec inscription au nom de l'Empereur, du sous-préfet, du propriétaire de Frênay, etc., a été acquise et conservée au château.

## Sources et bibliographie
- « Château de Frênay », dans Alphonse-Victor Angot et Ferdinand Gaugain, Dictionnaire historique, topographique et biographique de la Mayenne, Laval, A. Goupil, 1900-1910 [détail des éditions] (BNF 34106789, présentation en ligne)